# Cretosmylus sibiricus
Cretosmylus sibiricus là một loài côn trùng trong họ Osmylidae thuộc bộ Neuroptera. Loài này được Makarkin miêu tả năm 1990.